# Lukino Selo
Lukino Selo (en serbe cyrillique : Лукино Село ; en hongrois : Lukácsfalvaest ; en allemand : Lukasdorf) est un village de Serbie situé dans la province autonome de Voïvodine et sur le territoire de la Ville de Zrenjanin, district du Banat central. Au recensement de 2011, il comptait 495 habitants.

## Histoire
Le nom du village provient de Lazar Lukač, qui possédait à cet endroit un vaste domaine sur lequel s'établirent de nombreux Allemands à la fin du XVIIIe siècle et au début du XIXe siècle.

## Démographie

### Évolution historique de la population
| 1948  | 1953 | 1961 | 1971 | 1981 | 1991 | 2002 | 2011 |
| ----- | ---- | ---- | ---- | ---- | ---- | ---- | ---- |
| 1 007 | 757  | 876  | 722  | 707  | 643  | 598  | 495  |

|  |